# Ermita de San Benito de Gallegos
La ermita de San Benito de Gallegos es un edificio de culto católico ubicado en el término local de Chatún, entidad local menor del municipio de Cuéllar (Segovia).
Se sitúa en un monte de utilidad pública, en la carretera que une las localidades de Chatún con San Martín y Mudrián.
Se trata de una construcción del siglo XX, tiene advocación a San Benito, y adopta el apelativo de gallegos por hallarse en el término municipal en el que se asentaba el despoblado de Gallegos, uno de tantos despoblados de la Comunidad de Villa y Tierra de Cuéllar.
En torno a la ermita se realiza la romería de San Benito de Gallegos, que tiene lugar el último domingo de septiembre, y para la que las poblaciones limítrofes realizan un amplio programa de actividades.